# Francia Idegenlégió
A Francia Idegenlégió (franciául: Légion étrangère, „képi blanc” a sapkájuk elnevezése) elit katonai alakulat a francia hadseregen belül. 1831-ben alapították a Franciaországban tartózkodó külföldi önkéntesek számára, mivel az 1830. júliusi forradalom után külföldieket már tilos volt a francia hadseregbe sorozni.
A 19. század folyamán fontos szerepet játszott a francia gyarmatbirodalom terjeszkedésének és védelmének elősegítésében, de részt vett a legtöbb, Franciaországot is érintő háborúban (például porosz–francia háború, az első és második világháború, vietnámi háború stb.). Mindig a legveszélyesebb helyeken vetették be őket, és ehhez mérten szenvedtek veszteségeket is.
Sikerét a hagyományos katonai szakértelmen kívül az „esprit de corps”-nak (csapatszellem) is köszönheti, aminek segítségével a különböző országokból érkező és sokféle kultúrájú férfiakat egy családdá kovácsolja.
Az Idegenlégió nemcsak fizikailag megterhelő (bár kevésbé extrém a kiképzés, mint más elitosztagoknál, például a Special Air Service-nél), hanem rendkívül nagy nyomást gyakorol a katonák lelkivilágára is. 2006-ban a jelentkezők 13 százaléka bizonyult alkalmasnak.

## Története

### Kezdetek
A Francia Idegenlégió felállítását Lajos Fülöp francia király rendelte el 1831. március 9-én kiadott rendeletével, mivel az országban sok külföldi katona tartózkodott, és az 1830. júliusi forradalom óta nem lehetett idegen önkénteseket a francia hadsereg állományába felvenni. Kilenc nappal a megalakulása után kiadtak egy kiegészítő határozatot, ami leszögezte, hogy franciák nem léphetnek be a Légióba.
Eleinte főleg bukott forradalmárok, bajkeverők és bűnözők jelentkeztek soraiba, így kezdetben csak rossz hírnevet vívott ki magának az új alakulat. A civilek és a legionáriusok között kialakult temérdek konfliktus miatt a kormány úgy döntött, Algériába helyezi át a szervezet központját. E helyszín 130 éven keresztül volt az egység otthona, és a zord körülmények hamar rádöbbentették a katonákat a bajtársiasság és a fegyelem fontosságára.
Az első négy évben csak Algériában tevékenykedett a Légió, amely ekkoriban még csak hat zászlóaljból állt, és egy adott zászlóaljon belül általában azonos nemzetiségű férfiak harcoltak.

### Az Idegenlégió Spanyolországban
VII. Ferdinánd király halálával trónviszály tört ki Ferdinánd leánya és bátyja, II. Izabella és Don Carlos infáns között. Mivel Anglia és Portugália Izabellát támogatta, Franciaország úgy döntött, hogy hatalmi pozíciójának megőrzése miatt egységeket küld Spanyolországba.
A választás az Idegenlégióra esett, és 1835. augusztus 17-én a franciák átadták az alakulat feletti ellenőrzést a spanyoloknak, valamint ezen a napon összevonták a zászlóaljakat, hogy vegyes nemzetiségűek legyenek, mivel korábban a „nemzeti” zászlóaljak között ellenséges viszony keletkezett.
Bár a Légió parancsnoka, Joseph Bernelle(en) rengeteg újítást vezetett be (francia mint közös nyelv, új fegyvernemek) és maga az egység is derekasan helytállt, 1835. december 16-án Lajos Fülöp király felhatalmazást adott egy „új” Légió létrehozására.
A „régi” Légiót egy zászlóaljra zsugorították és később fel is oszlatták, a maradék 500 légiós visszatért Franciaországba, ahol beléptek az „új” Idegenlégióba, de itt elvették rendfokozatukat, és nem ismerték el egyetlen spanyolországi előléptetésüket és kitüntetésüket sem.

### Háborúk sorozata

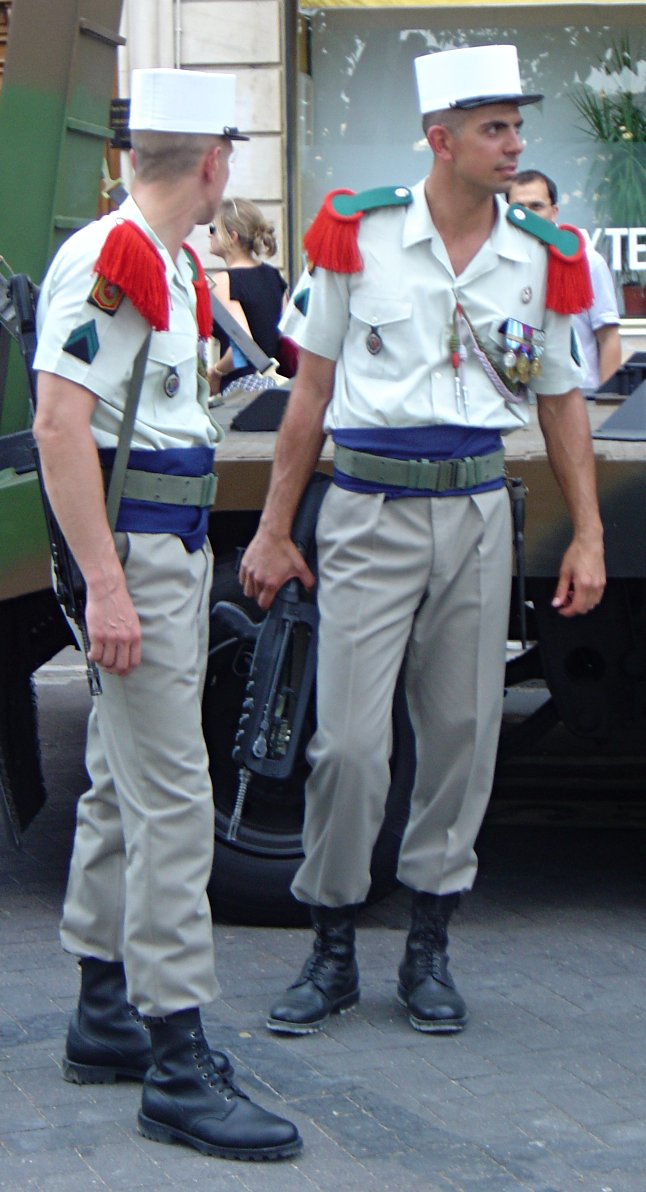
Idegenlégiósok díszegyenruhában

Az újonnan létrehozott egységet Algírba küldték, ahol Abdel-Káder, Maszkara emírje ellen harcoltak, aki 1847-ben megadta magát, de a harcok ténylegesen csak 1882-ben értek véget. Algéria lett a Légió otthona, és részben ők látták el az ottani európai lakosság védelmét is.
Időközben Lajos Fülöp megbukott, és Louis Bonaparte (I. Napóleon császár unokaöccse), a II. köztársaság megválasztott köztársasági elnöke 1851-ben III. Napóleon néven császárrá kiáltotta ki magát.
1854 és 1856 között az Idegenlégió részt vett a krími háborúban, majd 1859-ben a szárd–francia–osztrák háborúban is. Sikereik ellenére azonban még mindig mostohán bántak velük (például az itáliai beavatkozást követő győzelmi felvonulás után rögtön visszaküldték őket Algírba).

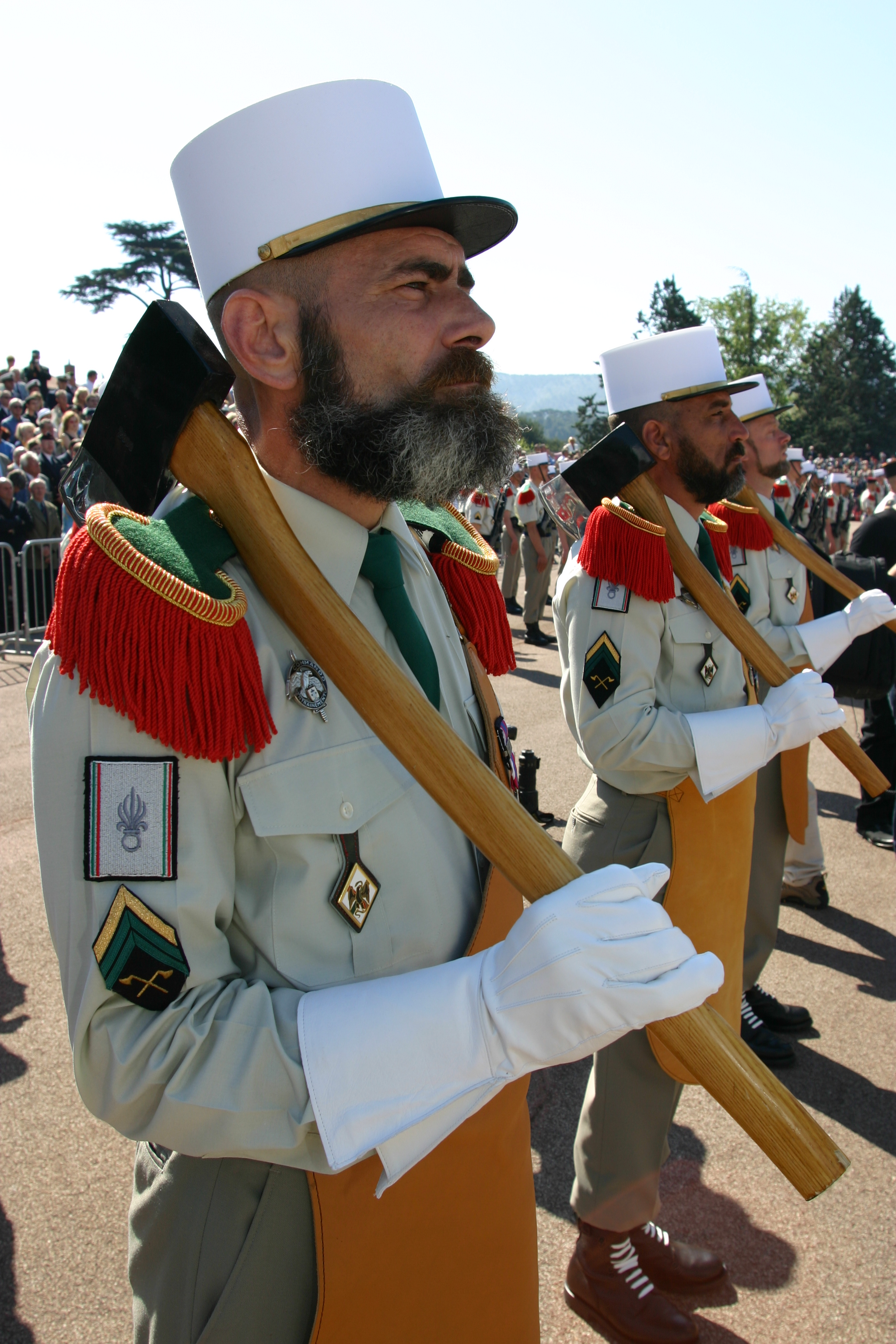
Légiós utászok díszegyenruhában

### Mexikó
Az 1850-es évek végén Mexikóban polgárháború dúlt, és mivel meglehetősen költséges volt, az állam európai befektetőknek adott kötvényekkel próbálta adósságait törleszteni. A terv nem tűnt hatásosnak, és a mexikói gazdaság helyzete tovább romlott, ami a kölcsönök visszafizetésének leállításához vezetett. A befektetők ezt nem nézték jó szemmel, és kormányaikat (többek között a franciát is) sikerült meggyőzni egy közös katonai akció szükségességéről. III. Napóleon egy franciabarát uralkodót kívánt Mexikó trónjára ültetni, Ferdinánd Miksa osztrák főherceg személyében.
1862-re már csak a francia haderő volt Mexikóban, így elhárult minden akadály. Mivel a dolgok nem mentek zökkenőmentesen (gerillaháború, elhárított támadások), kénytelenek voltak a Légiót is bevetni, amely itt alapozta meg a legendás hírnevét.
1863. április 30-án egy konvoj megerősítésére kiküldték az 1. zászlóalj 3. századát, amelynek vezetését Jean Danjou századosra bízták. Cameroné-nál összetűzésbe kerültek a mexikói lovasság és gyalogság három zászlóaljával. A légiósok az Hacienda de la Trinidad gazdaságba szorultak vissza, ahol a végsőkig harcoltak, maga Danjou is meghalt, és az utolsó három harcképes túlélő feltűzött szuronyokkal kirontott az addigra már lángoló házból, de egy franciául beszélő mexikói ezredesnek köszönhetően sikerült a tisztességes megadást elérni. A legionáriusok megtarthatták fegyvereiket és elláthatták a sebesülteket, a halottakat pedig teljes katonai tiszteletadással temették el.
A camerone-i ütközet napja a Légió legfontosabb ünnepévé, Danjou százados fából készült keze pedig a legfontosabb ereklyéjévé vált ezután. A mexikói bevetés 1866 decemberében ért véget.

### Porosz–francia háború
Habár a Légió rengeteg gonddal küszködött a porosz–francia háború előtt és alatt, nagy veszteségek árán helytálltak. A problémák okai a mexikói kaland utáni leépítésekben és a francia hadsereg, illetve a hadvezetés siralmas állapotában keresendők.
Eleinte nem akarták bevetni, mivel az 1831-es törvény megtiltotta a francia földön való harcolást az alakulatnak, és a német önkéntesekben sem bíztak (akkortájt a katonák több mint 58%-a német volt). További bajok merültek fel a szétzilált egységek, a rossz ellátás és a képzetlen újoncok formájában.

### Gyarmati harcok
Mivel a francia–porosz háború megtépázta a franciák tekintélyét és az ország területe is csökkent, a kormány egy gyarmatbirodalom kiépítésén kezdett el munkálkodni, amelyhez a Légió segítségét is igénybe vették.
Algéria már a franciák fennhatósága alá tartozott, és az első világháborúig bezárólag Szenegállal, Új-Kaledóniával, Tahitival, az Új-Hebridákkal (Vanuatu), Indokína egy részével (Tuyen Quang ostroma 1885-ben hasonlított a cameronei ütközethez), Tunisszal, 1885-ben Tajvannal (Formosa) és Madagaszkárral, 1892-ben Benin egy részével (Dahomey), 1893-ban Szudán egyes részeivel és 1907-ben Marokkóval gyarapodott a francia birodalom területe.

### A két világháború
Az első világháború elején sok külföldi özönlött az Idegenlégióba, mivel sokan nem akartak kimaradni a harcokból. Fiatal amerikai önkéntesek (például Cole Porter) is jelentkezett legionáriusnak, mivel országuk csak később lépett be a háborúba.
A megnövekedett létszám miatt új gyalogezredeket (régiments de marche – RM) alakítottak. Az alakulat ebben a háborúban vívta ki az elit jelzőt, mivel rengeteg ütközetben (például hangard-i erdei harcok) kiemelkedően teljesítettek a nehéz körülmények és a nagy veszteségek ellenére is. Nem hivatalos adatok szerint a Légió a nyugati fronton 11 000 katonát vesztett.
A két világháború között Marokkóban és Szíriában törtek ki lázadások, de 1927-re ezeket nagyrészt felszámolták, és a második világháború kitöréséig viszonylagos nyugalomban teltek a Légió napjai. A lovasezredet (Régiment Étranger de Cavalerie – REC) is ekkor hozták létre, mivel idejétmúlt volta ellenére a sivatagban hatásosnak bizonyult.
A második világégés érdekes helyzettel szolgált a Légió számára. Amikor a németek megszállták Franciaországot, az alakulat egy része a Vichy-Franciaországot támogatta, amíg a többiek a Szabad Francia Erőkhöz csatlakoztak. A szíriai harcokban egymás ellen is harcoltak, de később már az egész Idegenlégió a Szabad Francia Haderőhöz csatlakozott. Kiemelkedő esemény a 13. könnyűdandár győzelme a Német Afrika-hadtest felett Bir-Hakeimnél.

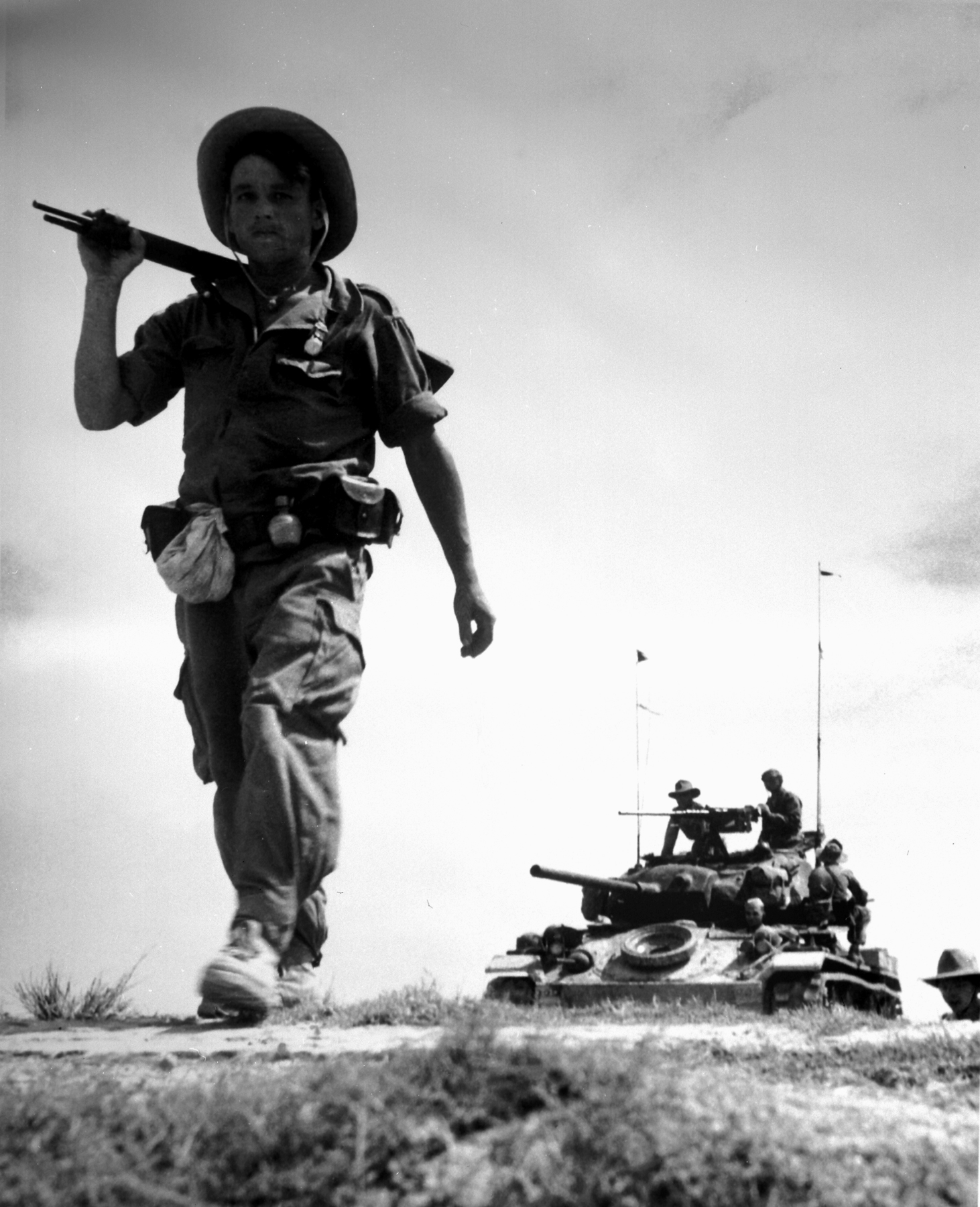
Légiósok Indokínában

### 1945-től napjainkig
A világháború után az Idegenlégió Indokínában harcolt a Việt Minh nacionalistái ellen. A harcok egészen 1954-ig elhúzódtak, és az alakulat több ütközetben (Cao Bằng), Điện Biên Phủ is bizonyította elszántságát. A háborút azonban végül elveszítették a franciák. Két újonnan alakított egység is részt vett ebben a háborúban: az 1. és a 2. ejtőernyős zászlóalj (1er és 2ème Bataillon Étranger de Parachutistes – 1 BEP és 2 BEP).
1953 novemberében az ANL hadserege támadásokat intézett a franciák ellen, ami egy nyolc éven át tartó háborúba torkollott. „Saját hazájában” a Légió sikereket ért el, de mivel a IV. köztársaság megbukott, és a frissen kinevezett De Gaulle tábornok-elnök megbuktatása (amelyben az 1. ejtőernyősezred (1 REP) is részt vett, és amelyet ezért később fel is oszlattak) is kudarcba fulladt, az alakulat 1961-ben elhagyta Algériát, és a francia Aubagne-ba költözött.
Bár felmerült a Légió feloszlatásának gondolata is, ezt az elit jelleg miatt hamar elvetették. Ezután megkezdték átalakítását: több ezredet megszüntettek vagy összevontak, és a francia érdekekkel összhangban a világ válságos területeire küldték őket bevetésre. Csádban háromszor avatkoztak be helyi konfliktusokba (1969–1970, 1978–1979, 1983–1984), végeztek mentéseket Dzsibutiban (1976), Zaire-ben (1978) és Gabonban (1990), békefenntartást Libanonban (1982–1983), a Balkánon (1992), Ruandában (1994), valamint részt vettek az 1956-os szuezi partraszállásban és az Irak elleni Öbölháborúban is.

## Toborzás és az Idegenlégió mindennapjai
A Légióval kapcsolatban rengeteg tévhit terjedt el a világban. A „legnépszerűbb” talán, hogy bűnözőket, bajkeverőket és más kétes alakokat vár a soraiba. Eleinte így volt, de manapság már szigorú feltételekhez kötik a felvételt, a jelentkezők felét általában elutasítják különböző okok miatt (fizikai, pszichológiai, egészségügyi alkalmatlanság). Ha kiderül az illetőről, hogy büntetett előéletű vagy házas, akkor általában azonnal megszakítják a felvételi eljárást. Az illető családi állapota azért fontos, mert a Légió élete egyáltalán nem családorientált. Később azonban légiósok is házasodhatnak, de ennek vannak előfeltételei, például a civil név visszaállítása. A névváltoztatás nem kötelező, de a belépő önkéntes kérheti azt.
A tisztek nagy része francia, illetve akiből tiszt lesz egy idő után, annak fel kell vennie a francia állampolgárságot. Bár franciák hivatalosan nem lehetnek a legénység tagjai, mégis sok francia szolgál az alakulatban. (A felvételnél is tudják a francia állampolgárságot, csak nemzetiségileg máshová titulálják őket.) Általában belgának vagy svájcinak vallják magukat, ami többé-kevésbé magyarázatot ad francia hangzású nevükre és kitűnő nyelvtudásukra.
Jelentkezni csak a francia csendőrségeken, illetve az Idegenlégió saját toborzóközpontjaiban lehetséges. A francia nyelv ismerete nem alapfeltétel, a kiképzés alatt biztosítanak nyelvoktatást.
Az újoncoktól a legtöbb személyes holmit elveszik (többek között az útlevelet is), és rengeteg teszten (intelligencia, egészségügyi és különféle interjúk) esnek át az aubagne-i bázison. Ha ezeken túljutottak, akkor az Idegenlégió kiképzőbázisára, Castelnaudaryba szállítják őket. Itt négy hónapos kiképzésen vesznek részt, amely három részből (erőnléti, fegyverismereti és taktikai) áll, és a végén egy sor vizsga következik.
A tényleges belépés csak sikeres vizsga után történik meg, ahol az illető nemet is mondhat. Ha elfogadja a szerződést, akkor öt évig kell szolgálnia a Légiót, valamint ekkor osztják be a kilenc ezred egyikébe.
A légió létrejötte óta mintegy 600 000 ember szolgált benne.
A légiósok megoszlása országok szerint:
|     | Ország             | Létszám |
| --- | ------------------ | ------- |
| 1.  | Németország        | 210 000 |
| 2.  | Olaszország        | 60 000  |
| 3.  | Belgium            | 50 000  |
| 4.  | Franciaország      | 50 000  |
| 5.  | Spanyolország      | 40 000  |
| 6.  | Svájc              | 30 000  |
| 7.  | Lengyelország      | 10 000  |
| 8.  | Oroszország        | 6000    |
| 9.  | Ausztria           | 5000    |
| 10. | Magyarország       | 4000    |
| 11. | Görögország        | 4000    |
| 12. | Csehország         | 4000    |
| 13. | Hollandia          | 3000    |
| 14. | Jugoszlávia        | 3000    |
| 15. | Luxemburg          | 2300    |
| 16. | Egyesült Királyság | 1500    |
| 17. | Románia            | 1500    |
| 18. | Portugália         | 1300    |
| 19. | Dánia              | 1000    |
| 20. | Törökország        | 1000    |
| 21. | Egyesült Államok   | 700     |
| 22. | Bulgária           | 500     |
| 23. | Finnország         | 500     |
| 24. | Svédország         | 500     |
| 25. | Algéria            | 500     |
| 26. | Vietnám            | 200     |
| 27. | Marokkó            | 200     |
| 28. | Tunézia            | 200     |
| 29. | Argentína          | 100     |
| 30. | Brazília           | 100     |
| 31. | Japán              | 100     |
| 32. | Kanada             | 100     |
| 33. | Litvánia           | 100     |
| 34. | Lettország         | 100     |
| 35. | Norvégia           | 100     |
| 36. | Egyiptom           | 100     |

## Felépítése

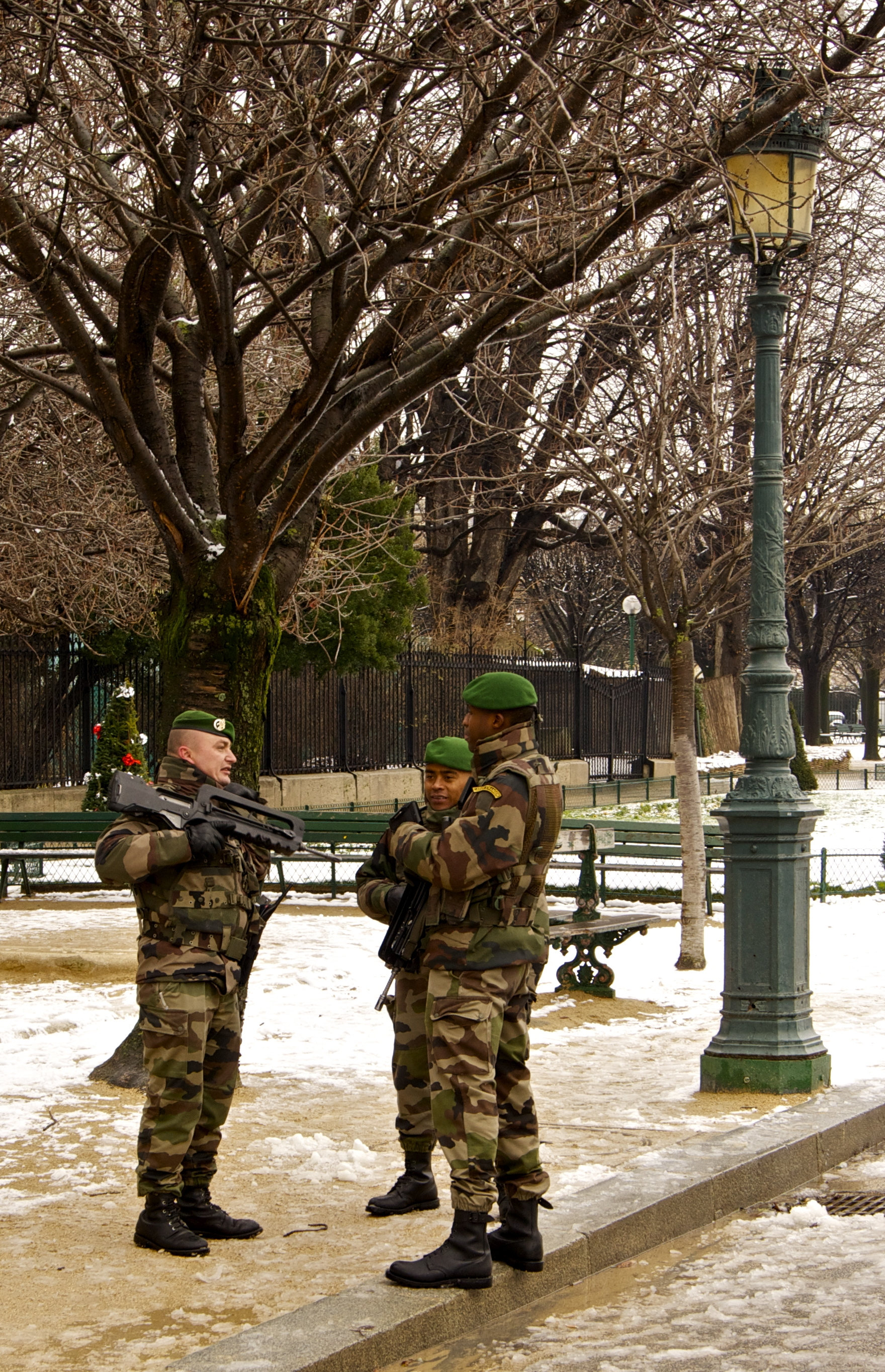
Idegenlégiós ejtőernyős a párizsi Notre Dame-nál

1962-ig az Idegenlégió központja az algériai Szídi-Bel-Abbesz volt. Manapság a világ több pontján is van támaszpontja, de a főhadiszállás a franciaországi Aubagne-ban található, nem messze Marseille-től.
Kilenc ezrede és egy kisebb alegysége van:
- Franciaország
  - 1er Régiment Étranger – A Légió 1. ezrede (1 RE), 1841-ben alapították, és jelenleg Aubagne-ban, a főhadiszálláson állomásozik,
  - 4e Régiment Étranger – A Légió 4. ezrede (4 RE), 1920-ban alapították, és jelenleg Castelnaudaryban (kiképzés) állomásozik,[17]
  - 1er Régiment Étranger de Cavalrie – A Légió 1. felderítőezrede (1 REC), 1921-ben alapították, és jelenleg Orange-ban (páncélozott egységek) állomásozik,
  - 2e Régiment Étranger d'Infanterie – A Légió 2. gyalogosezrede (2 REI), 1841-ben alapították, és jelenleg Nîmes-ben állomásozik,
  - 2e Régiment Étranger de Génie – A Légió 2. műszaki ezrede (2 REG), 1999-ben alapították, és jelenleg Saint Christolban állomásozik,
  - 1er Régiment Étranger de Génie – A Légió 1. műszaki ezrede (1 REG), jelenleg Laudun-ben állomásozik,
- Korzika
  - 2e Régiment Étranger de Parachutistes – A Légió 2. ejtőernyősezrede (2 REP), 1948-ban alapították, és jelenleg Calviban állomásozik,
- Francia külterületek
  - 3e Régiment Étranger d'Infanterie – A Légió 3. gyalogosezrede (3 REI), 1920-ban alapították, és a Francia Guyana-i Kourou-ban állomásozik,
  - Détachement de Légion Étrangere de Mayotte – A Légió mayotte-i különítménye (DLEM), 1976-ban alapították, és a mayotte-i Dzaoudziban állomásozik,
- Afrika
  - 13e Demi-brigade de Légion Étrangere – a Légió 13. könnyűdandárja (13 DBLE), 1940-ben alapították, és az Egyesült Arab Emírségekben állomásozik.

## Felszerelés

### Egyenruha
A Légió egyenruhája jelenleg a Centre Europe F2 (Közép-európai F2) álcázó terepszínű ruházat. Négy színből áll (sárgásbarna, barna, zöld és fekete), és 1991-ben vezették be. Már a második világháború után is használtak terepszínű ruházatot, de 1963-ban megszüntették használatát, mivel a lázadó 1. ejtőernyősezrednek is hasonló egyenruhája volt.
Fejfedőként zöld barettet hordanak, aranyszínű (az 1er REC-nek ezüstszínű) légiós jelvénnyel a jobb szemük felett. Bevetéskor általában Spectra rohamsisakot viselnek, amelyet a füleknél elhelyezkedő kidudorodásokról lehet felismerni. Ezen kívül még létezik egy szürkés-khaki színű díszegyenruha is, amelyet terre de France-nak (Franciaország földje) hívnak, amely nagy piros vállbojttal rendelkezik (helyettesítendő a rendfokozatot jelölő váll-lapot).
Az Idegenlégió legismertebb „ruházati cikke” talán a képi blanc (fehér kepi). A tisztek és az altisztek általában fekete kepit viselnek, felső szegélyén piros arany vagy ezüst zsinórsávokkal (ezek is a rendfokozatot mutatják). További része még a fejfedőnek az állszíj (tiszteknél és tiszthelyetteseknél aranyozott, a többieknél fekete) és a kendő, bár ez utóbbit csak régebben használták.
A legionáriusok az első 5 év letöltése után kapnak egy fordított ék alakú sávot, amelyet az egyenruhájuk bal karján viselnek. Utána ötévenként kapnak egy újabbat, bár az alakulat törekszik arra, hogy senki se szolgáljon húsz évnél tovább.

### Fegyverek
Az Idegenlégió nagyjából ugyanazokat a fegyvereket használja, mint a francia hadsereg, bár az alakulat változatos felépítése miatt néha eltér ettől a gyakorlattól.
- Maroklőfegyver
  - PA MAC 50 (Pistolet Automatique Manufacture D’Armesde Chatelrault Modele 1950): a francia hadseregben rendszeresített maroklőfegyver.
  - PAMAS G1: Beretta 92G 1990 óta használják, és a csendőrség hatására (ott 1989-ben vezették be) döntöttek használata mellett.
  - Glock 17 9 mm
- Géppisztoly
  - Heckler & Koch MP5: Az 1980-as évek vége felé vezették be, mert bizonyos speciális helyzetekben nagyon hasznosnak bizonyultak.
  - Heckler & Koch MP5 SD3: Az MP5 hangtompítóval szerelt változata.
- Gépkarabély
  - FAMAS F1/G2 rohampuska: Jellegzetes fegyver, mert a tár a markolat mögött, a tusba építve helyezkedik el. A katonák Le Claironnak (a kürt) is nevezik alakja miatt. Az 1980-as évek közepe óta használják.
- Puska
  - Benelli M4: 12-es kaliberű pump-action shotgun (= sörétes puska)
- Géppuska
  - Minimi: 5,56×45 mm NATO
  - A.A NF1: 7,62×51 mm NATO könnyű géppuska. Gépjárműveken, harckocsikon és helikopteren egyaránt alkalmazzák.
  - 12,7 mm M2 Browning: .50-es kaliberű nehéz géppuska. Bár a fegyver egy 80 éves konstrukción alapszik, a kategóriájában a mai napig a legmegfelelőbb.
- Mesterlövészpuska
  - FRF1/FRF2
  - 7,62 mm L96A1
  - PGM 12.7 Hécate
  - 12,7 mm Barrett M82
- Tankelhárító fegyverek:
  - L.R.A.C. 89 MM F1: (Lance Roquette Anti-Char De 89 MM Modele F1)
  - AT4 CS: Ez a svéd fegyver alig 10 kg, és tüzelés után az indítócső eldobható.

### Járművek
- Szállítójármű
  - Peugeot P4: 1982-ben rendszeresítették, és általában géppuskával, tankelhárító fegyverrel, vagy esetleg éjjellátó készülékkel látják el.
  - ACMAT (Ateliers de Construction Mécanique de L'Atlantique)
  - Quad
  - Moto neige (motoros szán)
- Páncélozott jármű
  - AMX–10/AMX–10RC – 1979 óta használják. Teljesen kétéltű, 7,2 km/h-val tud közlekedni a vízben. Egy 105 milliméteres löveggel és egy 7,62 milliméteres géppuskával rendelkezik.
  - VAB (Véhicule de l’Avant Blindé) – Kétéltű páncélozott szállító harcjármű 4×4 illetve 6×6 kerékképlettel. Nukleáris vagy vegyi támadás esetén is használható (NBC).
  - VBL (Véhicule Blindé Léger) – Könnyű páncélzattal ellátott kétéltű jármű. Különféle variációkban készül: könnyű vagy nehéz géppuskatartóval, parancsnoki, rádiós stb. A jármű nukleáris vagy vegyi támadás esetén is használható (NBC).
  - VAC (Véhicule articulé chenillé) – páncélozott lánctalpas szállító jármű.
- Repülőgép
  - C–130 Hercules – közepes szállító repülőgép.
  - Transall C–160 – Legionáriusok és az ejtőernyősök szállítására, kiképzésre használják.
  - CASA CN-235 – közepes hatótávolságú két hajtóműves szállító repülőgép.
- Speciális jármű
  - Minotaur – Aknamentesítő jármű[19]
  - MLF (Moyen léger de franchissement)[20]
  - EMAD (Engin multifonctions d’aide au déploiement) – A műszaki csapatok által használt többfunkciós tereprendező jármű[21]
  - MFRD (Moyen de Forage Rapide de Destruction) – A műszaki csapatok által használt útromboló jármű[22]
  - MPG (Moyen Polyvalent du Genie) – Többfunkciójú katonai műszaki eszközök (francia képgyűjtemény)[23]
  - MATS (Matériel d’amélioration de la traficabilité des sols) – Útjavítás fémborítással[24]

## Híres legionáriusok
A Légióban számos olyan személy szolgált, akik később politikai, művészi, vagy a nemzeti hadseregükben vezetői pályát választották.

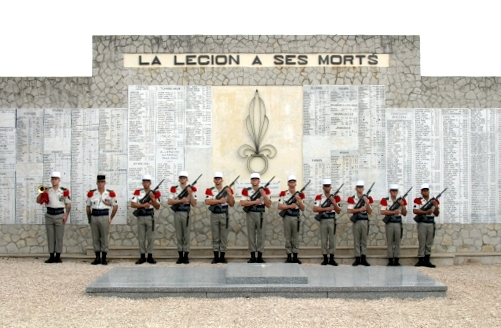
A Francia Idegenlégió elesett hőseinek emlékműve

## A Légió a kultúrában
A Francia Idegenlégióról a közvéleményben általánosan elfogadott romantikus nézet, hogy itt a civil életüket elhagyó bűnözők, nincstelenek próbálnak szerencsét. Ezt a nézetet csak erősítik az idők során megjelent regények, dalok vagy filmek.

## Fordítás
- Ez a szócikk részben vagy egészben a French Foreign Legion című angol Wikipédia-szócikk ezen változatának fordításán alapul.  Az eredeti cikk szerkesztőit annak laptörténete sorolja fel. Ez a jelzés csupán a megfogalmazás eredetét és a szerzői jogokat jelzi, nem szolgál a cikkben szereplő információk forrásmegjelöléseként.